# Rapakari
Rapakari är en ö i Uleåborg i Finland. Den ligger i Bottenviken och i kommunen Uleåborg i den ekonomiska regionen  Uleåborg i landskapet Norra Österbotten, i den norra delen av landet. Ön ligger omkring 12 kilometer norr om Uleåborg och omkring 550 kilometer norr om Helsingfors.
Öns area är 19,6 hektar och dess största längd är 1 kilometer i öst-västlig riktning.